# Сиракузы
Сираку́зы (итал. Siracusa [siraˈkuːza]; сиц. Seragusa, Sarausa, лат. Syracusai, греч. Συράκουσαι) — итальянский город на восточном берегу острова Сицилия, в 53 км южнее Катании, административный центр провинции Сиракуза. Один из крупных портов Ионического моря. В античности — один из основных политических и культурных центров Средиземноморья, где жил знаменитый учёный Архимед. В 2005 году Сиракузы (вместе с близлежащим некрополем Панталика) были объявлены памятником Всемирного наследия. 
Античные Сиракузы были крупнейшим городом Великой Греции: по состоянию на V век до н. э. не уступали по размерам самим Афинам, а к III веку до н. э. стали самым крупным по площади городом греко-римской цивилизации. Часть древнего города лежала на острове Ортигия (Ортиджа). Цицерон упоминает Сиракузы как «величайший и красивейший из греческих городов». В политическом отношении этот город-государство обычно ориентировался на союз со Спартой и Коринфом.
Круизные лайнеры и крупные яхты швартуются в большом порту Сиракуз, рыболовные и относительно мелкие рекреационные суда — в малом (или Мраморном) порту, для грузовых же судов предназначен северный порт Санта-Панаджия, оснащённый наливным терминалом. Пригородный нефтехимический комплекс Аугуста—Приоло—Мелили относится к числу крупнейших в Европейском союзе.

## Местоположение
Первоначально город был расположен на небольшом острове Ортигия, позднее распространился на северо-запад и занял полуостров, выступавший в море. Пригородом Сиракуз служила Полихна, расположенная на холме к югу от реки Анапо (по мнению некоторых историков — древнейшая часть города). Остров Ортигия (вероятно, в связи с эпитетом Артемиды Делосской или Ортигийской), или просто Остров (греч. Νήσος), лежавший ниже уровня остальных частей города, представлял собой укреплённый пункт и служил акрополем. Здесь находился дававший до землетрясения 1170 года пресную воду источник Аретусы, о котором существовало предание, будто здесь пелопоннесский Алфей после подземного течения под Ионийским морем выходит на поверхность земли. 
При Дионисии I, кроме Острова, город состоял из четырёх кварталов, из которых каждый был обнесён отдельной стеной: Ахрадина, Тиха, Неаполь (первоначально Теменит), Эпиполы. Первой застроившейся после острова частью города была Ахрадина; здесь помещались площадь с изящными портиками, пристань, здание совета, храм Олимпийского Зевса, театр; в южной части Ахрадины находились известные сиракузские каменоломни. Тиха получила своё название по храму богини судьбы. В Сиракузах находились первый по величине в Сицилии театр, храмы Деметры и Персефоны. Эпиполы представляли собой естественное и искусственное укрепление: холм, на котором была расположена эта часть города, был обнесён при Дионисии I крепкой стеной. Тут же был устроен грандиозный акведук (водопровод).

## История
Сиракузы (др.-греч. Συρακοῦσαι, лат. Syracusae) — одна из первых эллинских колоний на восточном берегу Сицилии. Сиракузы были основаны, по наиболее достоверной датировке, в 733 году до н. э. (впрочем, в греческих источниках есть и другие датировки: 734, 735 и даже 757 год до н. э.). Город основали выходцы из Коринфа во главе с Архием, принадлежавшим к правящему, некогда царскому роду Бакхиадов, производившему себя от Геракла. Согласно легенде, Архий при помощи друзей пытался вооружённой рукой похитить прекрасного мальчика Актеона, сына Мелисса, но в ходе схватки с отцом мальчика и друзьями последнего мальчик был смертельно ранен. Мелисс, не добившись наказания Архия от коринфян, покончил с собой, прокляв горожан, после чего последовали засуха и голод. Дельфийский оракул повелел коринфянам изгнать виновников скверны. Именно после этого Архий отплыл на запад и, изгнав сикулов с острова Ортигия, основал там поселение, которое назвал Сиракузы. 
Политическая жизнь Сиракуз развивалась так же, как и в остальных частях греческого мира. Когда Сиракузы основывались, пора царской власти уже миновала. Потомки основателей города были привилегированными и правоспособными гражданами и собственниками (греч. γάμοροι); в их руках сосредоточивались как имущественные, так и политические права. Это была аристократия и вместе с тем олигархия. Остальная народная масса (греч. δάμος) не имела ни политических прав, ни земельной собственности: она занималась торговлей и промышленностью. Возвышение Сиракуз совершалось постепенно: первоначально они уступали в могуществе Геле и Акраганту, и только овладев юго-восточным побережьем Сицилии, завоевали себе значение первого греческого города в Сицилии. Между 663 и 598 годами до н. э. сиракузянами были основаны в Сицилии поселения Акры, Касмены и Камарина, служившие как бы форпостами Сиракузской области.

### Тирания Диноменидов
Периодом наибольшего могущества и процветания города был V век до нашей эры, который начался с войны сиракузцев с тираном Гелы по имени Гиппократ. В 485 году до н. э. сиракузская чернь, соединившись с рабами, изгнала земледельцев-гаморов. Последние обратились за защитой к преемнику Гиппократа в Геле — Гелону, который без сопротивления овладел Сиракузами и сделал их своей резиденцией. При Гелоне, который был умным и мягким тираном, город значительно разросся и украсился и население его значительно увеличилось за счёт завоёванных городов. 
Преемник Гелона, брат его Гиерон I (478—467 годы до н. э.), прославленный Пиндаром за победы на Пифийских и Олимпийских играх, был подозрителен и жесток, и правление его было беспокойное. После него власть перешла в руки брата его Фрасибула, который через год должен был отказаться от тирании ввиду народного восстания. Первая династия тиранов, к которой принадлежали упомянутые правители, именуется Диноменидами.

### Вторая демократия
В 465 или 461 году до н. э. утвердилась демократическая форма правления, причём против попыток восстановить тиранию ввели так называемый петализм, соответствовавший афинскому остракизму. Этот период второй демократии, продлившийся почти 60 лет, был ознаменован политической борьбой полноправных граждан с наёмниками и другими бесправными жителями города.
Сицилийская экспедиция афинян Алкивиада и Никия (415—413 годы до н. э.), окончившаяся для них поражением, имела своим результатом усиление могущества Сиракуз и утрату Афинами лидирующего положения в греческом мире. К этому времени относятся реформы демагога Диокла, который преобразовал сиракузскую конституцию в духе радикальной демократии. После падения Леонтин и Гимеры влияние Диокла пошатнулось, хотя Гермократ, руководивший обороной Сиракуз во время афинской экспедиции, но изгнанный по подозрению в покушении на демократическое государственное устройство, не смел по возвращении в Сицилию восстановить прежнее политическое устройство и пал в 407 году до н. э. во время народного мятежа. 

### Тирания Дионисиев
После неудачной борьбы с карфагенянами (406—405 годы до н. э.) снова выступила на сцену партия Гермократа и, между прочим, возвысился любимец сиракузской толпы Дионисий. Сумев ловко обвинить своих товарищей по командованию в том, что они подкуплены карфагенянами, он добился единоличного командования армией и вскоре за тем захватил в свои руки правительственную власть. При Дионисии I (405—367 годы до н. э.) Сиракузы достигли апогея своего могущества и славы первого греческого города на западе. В 397 году сиракузцы с честью выдержали вторую осаду карфагенян.
Преемником Дионисия I стал его сын Дионисий Младший (367—357 и 354—343 годы до н. э.), весьма неумелый правитель. При нём произошла революция, виновником которой был Дион, стремившийся ввести народное правление. В качестве советника Дион пригласил в Сиракузы знаменитого философа Платона. Три года (357—354 годы до н. э.) Дион удерживал за собой власть, но погиб от руки убийц, после чего тирания опять досталась Дионисию. 

### Третья демократия (337-317) и тирания Агафокла (317-289)
Граждане города, раздираемого мятежами и борьбой партий, обратились за помощью к своей метрополии, Коринфу, который послал Тимолеонта для наведения порядка. Освободив Сиракузы от Дионисия и карфагенян, Тимолеонт правил с 343 по 337 годы до н. э. и вновь возвратил сицилийской столице её прежний блеск и могущество. Исполнив возложенную на него задачу, Тимолеонт сложил с себя власть и удалился в частную жизнь.
По его смерти управление городом было доверено 600 лучшим гражданам (олигархам), но в 317 году до н. э. Агафокл после победы над Карфагеном овладел властью и восстановил тиранию. С 311 по 309 годы Сиракузы безуспешно осаждал пунический полководец Гамилькар (сын Гисгона). В 304 г. Агафокл объявил себя базилевсом (царём). Его власть по сути стала неограниченной.

### Последние правители Сиракуз
По смерти Агафокла (289 год до н. э.) наступил новый период смут и деспотизма, и если бы не появление в 278 году до н. э. в Сиракузах Пирра, вся Сицилия попала бы под власть карфагенян (которые в 278 году в четвёртый раз неудачно осаждали город). 
При Гиероне II (270—216 годы до н. э.), добром и искусном правителе, город жил довольно зажиточно и в относительном спокойствии. В борьбе римлян с карфагенянами Гиерон II был верным союзником Рима. Финансовое законодательство Гиерона сохранилось в силе даже после завоевания Сиракуз римлянами. Соправитель Гиерона, его сын Гелон II, наоборот, держался стороны Карфагена и незадолго до смерти отца поднял против него мятеж.

### Подчинение Карфагену и Риму
Преемник Гелона, Гиероним, продолжил отцовский союз с Карфагеном, но вскоре пал жертвой заговора, вызванного его надменностью и жестокостью. Власть пытался взять Адранодор, зять Гиеронима, а затем братья Гиппократ и Эпикид. Последовавшие смуты были подавлены карфагенянами, которые под предлогом освобождения города от тиранов заручились расположением народной массы. 
В 214 году до н. э. Марцелл подступил с римским войском к городу и осадил его с моря и суши. В 212 году до н. э. он овладел Эпиполами и Тихой, а осенью того же года, когда моровая язва (предположительно — чума) заставила карфагенский флот отплыть в Африку за новыми подкреплениями, сдались Ахрадина и Остров. Город был отдан на разграбление солдатам; большинство памятников искусства было перевезено в Рим. При взятии Сиракуз погиб величайший учёный древности — Архимед.
Став после 212 года до н. э. рядовым провинциальным городом Римской республики, Сиракузы не утратили прежнего блеска и были резиденцией римского наместника в Сицилии. Во время второго триумвирата, когда Секст Помпей овладел Сицилией, город снова подвергся погрому; но Август в 21 году до н. э. перевёл сюда новых переселенцев, которые заняли Ахрадину и Остров — кварталы, в которых сохранилось больше всего остатков римской архитектуры и следов римской жизни.

### Поздняя античность
При императорах Сиракузы продолжали спокойную жизнь культурного, славного своим прошлым греческого города; они сохраняли свой совет и имели своих магистратов. Тем не менее общее значение города постепенно снижалось. Главная функция Сиракуз в поздней античности — служить торговыми воротами между западной и восточной частями империи.
Хотя город упоминается в «Деяниях Апостолов» как место, где останавливался святой Павел, у истоков местной церкви стоял святой Маркиан. По площади раннехристианских катакомб Сиракузы уступают только Риму. В годы гонений на христиан многие сиракузцы приняли мученический венец; наиболее почитаема среди них святая Луция (Лючия). День города совпадает с праздником этой святой (13 декабря).
После римлян Сицилией владели вандалы (с 469), Одоакр (с 476), Теодорих (с 491). Наконец 31 декабря 535 года в Сиракузы вошли византийские войска под предводительством Велизария. На протяжении пяти лет начиная с 663 года город даже служил местопребыванием византийского императора Константа II (одной из причиной устранения которого были планы перенести столицу империи в Сиракузы).

### Средние века и Новое время
Арабская династия Аглабидов неудачно осаждала Сиракузы с осени 827 года в продолжение почти года и овладела городом только после второй затяжной осады, в мае 878 года. Столица Сицилийского эмирата была перенесена арабами на северное побережье острова, в Палермо (который именно тогда отнял у Сиракуз статус главного города Сицилии). Городской собор был перестроен в мечеть.
В 1038 году арабский город был взят византийским генералом Георгием Маниаком, чьё имя носит средневековый замок на острове Ортигия (построенный на самом деле двести лет спустя). Почти всё лето 1085 года Сиракузы осаждал норманнский граф Рожер. После взятия города он отдал его в управление своему внебрачному сыну Жордану, который занялся переделкой мечетей в христианские храмы.
В дальнейшем Сиракузы разделяли судьбу всей Сицилии — за исключением периода с 1205 по 1220 годы, когда остров Ортигия держал в своих руках генуэзский корсар Аламанно да Коста. Город сильно пострадал от землетрясений 1542 и 1693 годов, после второго из которых был перестроен в стиле сицилийского барокко. 
После воцарения Бурбонов в XVIII веке экономическая жизнь окончательно затухает, и Сиракузы превращаются в глухие задворки их державы. Из событий этого застойного периода след в памяти оставили вспышка чумы в 1729 году и распространение холеры в 1837 году. Последнее бедствие привело к бунту горожан против Бурбонов, которые в назидание сиракузцам перенесли центр провинции в более лояльный город Ното.

### Новейшее время
Во время Второй мировой войны Сиракузы в 1943 году пострадали от бомбардировок как немецких сил, так и Союзников. В ночь с 9 на 10 июля 1943 атакой британских войск на юго-востоке острова Сицилия началась операция Хаски. По плану 5-я пехотная дивизия в составе 8-й армии (генерал Монтгомери) должна была взять Сиракузы в первый же день, что и произошло. Сиракузский порт затем использовался как база британского флота. К западу от города расположено военное кладбище, на котором похоронено около тысячи солдат Содружества.
После войны северные кварталы Сиракуз испытали довольно быстрый и беспорядочный рост из-за индустриализации. В 2013 году было с размахом отпраздновано 2300-летие Архимеда.

## Климат
Климат средиземноморский с сухим жарким летом и тёплой влажной зимой. Снег бывает нечасто, например, он выпадал в декабре 2014 года. Заморозки очень редки, в том же декабре 2014 года был поставлен абсолютный рекорд за всё время наблюдений: 0 °C.

11 августа 2021 года Сицилийской агрометеорологической службой в Сиракузах зарегистрирована температура 48.8 °C (119,8 °F), которая в случае признания Международной Метеорологической организацией может стать абсолютным температурным рекордом Европы. Этот рекорд оспаривается наблюдениями подполковника Итальянской метеорологической службы Гвидо Гвиди, который подтверждает лишь температуру 44.4 °C (111,9 °F), зарегистрированную на метеостанции Сигонелла итальянского военного флота. Данные агрометеорологической службы, подчёркивает Гвиди, поступают с автоматических станций и не подвергаются контролю, ни автоматизированному, ни ручному, и подвержены ошибкам из-за неверных показаний датчиков или вмешательству в систему при обслуживании.
| Показатель                    | Янв. | Фев. | Март | Апр. | Май  | Июнь | Июль | Авг. | Сен. | Окт. | Нояб. | Дек. | Год   |
| ----------------------------- | ---- | ---- | ---- | ---- | ---- | ---- | ---- | ---- | ---- | ---- | ----- | ---- | ----- |
| Средний суточный максимум, °C | 15,2 | 15,4 | 16,6 | 18,7 | 22,3 | 26,4 | 29,7 | 30,0 | 27,6 | 23,6 | 19,8  | 16,5 | 21,8  |
| Средний суточный минимум, °C  | 9,2  | 9,0  | 9,8  | 11,6 | 14,9 | 18,5 | 21,4 | 22,2 | 20,5 | 17,3 | 13,6  | 10,6 | 14,9  |
| Норма осадков, мм             | 60,8 | 42,7 | 32,5 | 17,8 | 12,9 | 26,5 | 2    | 5,1  | 25,2 | 78   | 50,7  | 71,1 | 395,3 |
| Источник: MeteoAM             |      |      |      |      |      |      |      |      |      |      |       |      |       |

## Достопримечательности
- Выстроенный Гелоном в 480 г. до н. э. храм Афины целиком встроен в позднейший Сиракузский собор. Фасад здания характерен для сицилийского барокко первой половины XVIII века.
- Археологический парк «Неаполис»[итал.]:
  - Руины храма Аполлона[англ.], перестроенного в церковь, а затем в мечеть.
  - Греческий театр[англ.] с 67 рядами сидений для зрителей, что позволяет считать его одним из крупнейших театров Древней Греции. С 1914 года здесь вновь проходят представления древнегреческих пьес.
  - Римский амфитеатр в Сиракузах
  - Останки акведука Галерми[англ.], построенного в 480 г. до н. э. по указанию тирана Гелона.
  - «Ухо Дионисия» и другие каменоломни, где в древности содержали заключённых.
- Источник нимфы Аретуса[англ.], где, по преданию, она нашла убежище после переселения из Аркадии.
- Археологический музей имени Паоло Орси[англ.] (1878) — одно из крупнейших собраний античного искусства в Европе[6].
- Ротонда Святой Луции за городскими стенами[итал.] — построена в византийский период на месте мученичества святой, перестроена снаружи в XV—XVI веках; известна картиной «Погребение святой Луции» работы Караваджо.
- Многочисленные католические церкви, в основном XIV века, обновлённые в стиле барокко в XVII—XVIII веках.
- Крепость Маниака (1232—1240) — характерный образчик фортификационной архитектуры Фридриха II Гогенштауфена, выделяется своим полихромным мраморным порталом.
- Палаццо Белломо[англ.] — дворец XII—XV веков, с интерьерами в стиле каталонской готики, в котором помещается художественный музей. Самый известный экспонат — «Благовещение» Антонелло да Мессины (1474).
- Резиденции сицилийской аристократии, как то: палаццо Мергулезе-Монтальто[англ.] — изысканный готический дворец конца XV века; палаццо Вермексио на Соборной площади (1633), в который встроены руины ионического храма V века до н. э.; палаццо Беневентано[англ.] (1779-88) — один из последних шедевров сицилийского барокко.
- Базилика Девы Марии в слезах[англ.] — гигантский шатёр из бетонных рёбер высотой 74 метра — строился с 1966 по 1994 годы в честь чуда 1953 года, когда изображение Девы Марии в одном из домов города стало ронять слёзы.

- Колонны храма Афины
- Крепость Маниака
- Фасад собора Рождества Девы Марии
- Палаццо Беневентано
- Базилика Мадонны Слезоточивой

## Спорт
В Сиракузах с 1924 года базируется одноимённый футбольный клуб.

## Города-побратимы
- Афины (греч. Αθήνα), Греция (18 июля 2002)